# Typhinae
Sous-famille
Les Typhinae sont une sous-famille de mollusques gastéropodes marins de la famille des Muricidae.

## Liste des genres
Selon World Register of Marine Species (23 octobre 2020) :
- genre Brasityphis Absalão & Santos, 2003
- genre Distichotyphis Keen & Campbell, 1964
- genre Haustellotyphis Jousseaume, 1880
- genre Indotyphis Keen, 1944 †
- genre Laevityphis Cossmann, 1903
- genre Lyrotyphis Jousseaume, 1880 †
- genre Monstrotyphis Habe, 1961
- genre Pilsbrytyphis Woodring, 1959 †
- genre Rugotyphis Vella, 1961 †
- genre Siphonochelus Jousseaume, 1880
- genre Typhina Jousseaume, 1880
- genre Typhinellus Jousseaume, 1880
- genre Typhis Montfort, 1810
- genre Typhisala Jousseaume, 1881
- genre Typhisopsis Jousseaume, 1880